# Pavel Mičkal
Pavel Mičkal (* 31. Januar 1984 in Valašské Meziříčí, Tschechoslowakei) ist ein tschechischer Handballspieler.
Seine Karriere begann Mičkal beim tschechischen Club HC Gumárny Zubří. 2005 unterzeichnete Mičkal dann einen Vertrag bei der HSG Nordhorn-Lingen, für den er 17 Jahre sowohl in der 2. Bundesliga als auch in der Bundesliga aktiv war. Seit der Saison 2022/23 läuft er für den deutschen Landesligisten SG Neuenhaus/Uelsen auf. Mičkal wird meist auf der Spielposition Linksaußen eingesetzt.
Für Tschechien bestritt er 42 Länderspiele. Bei der Handball-Weltmeisterschaft 2007 gehörte er dem erweiterten tschechischen Kader an. Dem Kader für die Europameisterschaft 2008 gehörte er nicht an.

## Erfolge
- EHF-Pokal 2008